# Bernt Grønvold
Bernt Borchgrevink Grønvold, född 1859 i Bergen, död 7 november i Berlin 1923, var en norsk konstnär. Han var bror till Marcus Grønvold.
Grønvold idkade både figur- och landskapsmåleri samt bedrev omfattande konstforskningar, framför allt angående tysk konsthistoria. Hans målningar finns i samlingarna på KODE Kunstmuseer og komponisthjem och Ateneum.

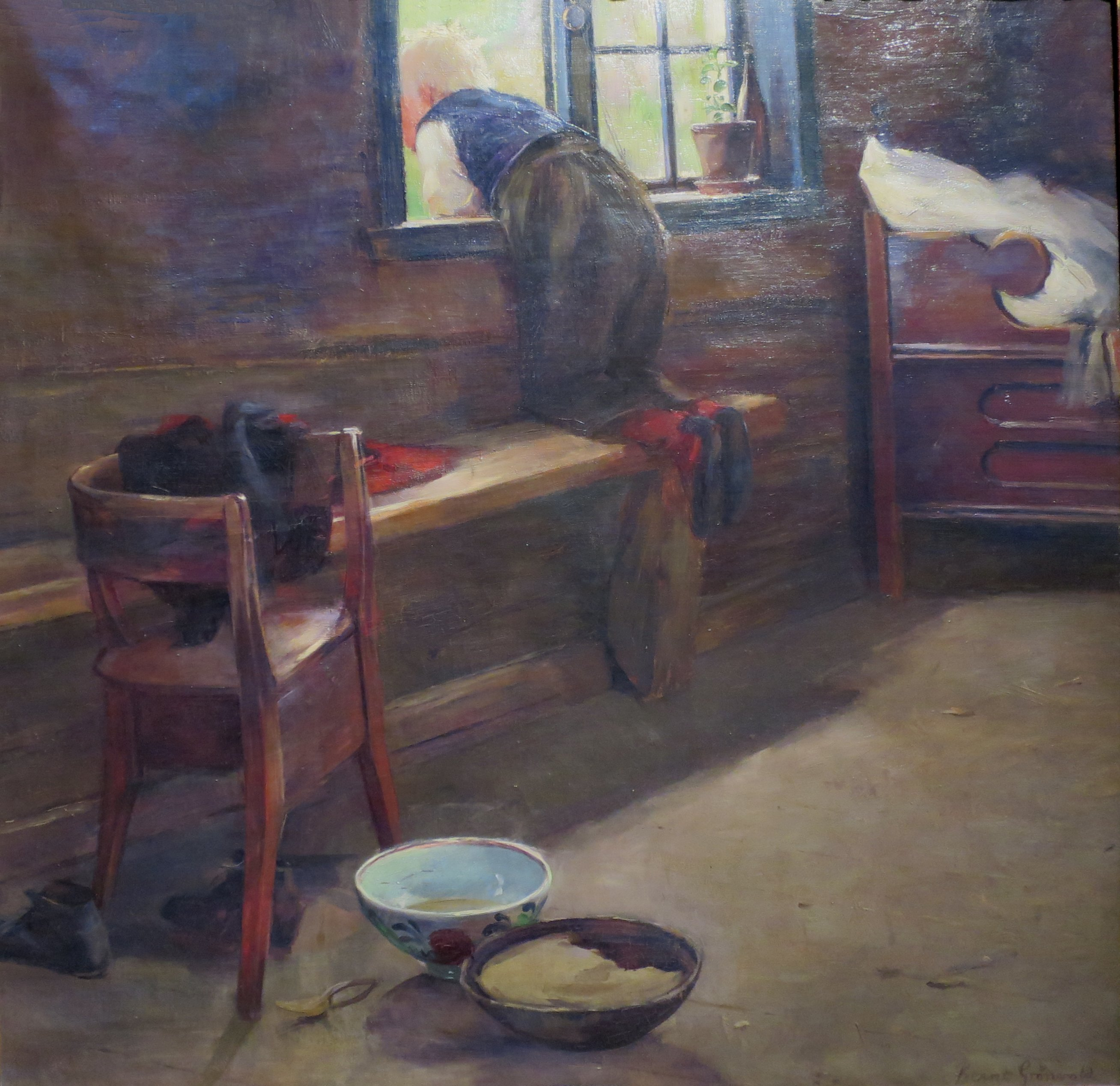
'Gårdshus' af Bernt Grønvold, KODE Kunstmuseer og komponisthjem